# Ottieri
Gli Ottieri furono una nobile famiglia originaria della Toscana meridionale che amministrò per diversi secoli alcune località site all'estremità sud-orientale dell'attuale provincia di Grosseto.

## Storia

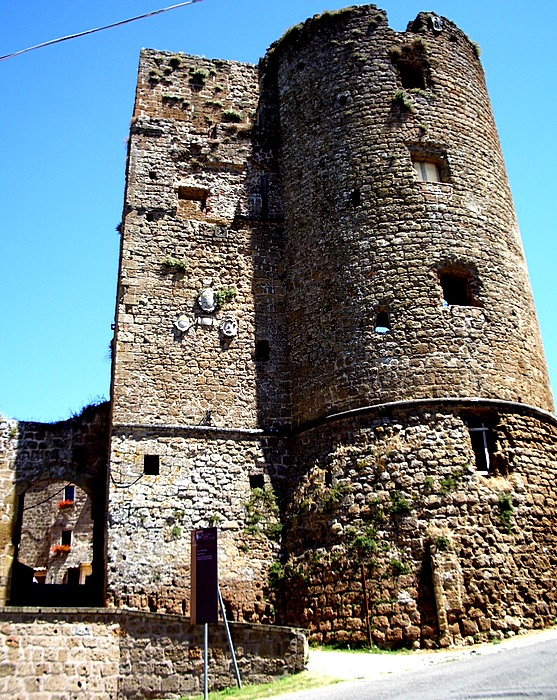
La rocca degli Ottieri

Originari di Montorio, oltre a questo controllarono inizialmente il vicino castello di Sopano e i borghi di San Giovanni delle Contee e di Castell'Ottieri: quest'ultimo ebbe il ruolo di "capitale" della loro contea, costituita nel 1381 da Giovanni Piero I. Gli Ottieri risiedevano principalmente nella rocca: nel periodo estivo soggiornavano nei castelli di Montorio e di Sopano o nel palazzetto di San Giovanni delle Contee. Venivano sepolti nella chiesa di San Bartolomeo (Castell'Ottieri).
Con l'abbandono del castello di Sopano, tra la fine del Trecento e gli inizi del Quattrocento, il territorio si limitò ai suddetti tre paesi, oggi nel comune di Sorano. Questi rimasero indipendenti fino all'estinzione della famiglia, grazie agli accordi stipulati con gli Aldobrandeschi in epoca medievale, con la Repubblica di Siena nel periodo rinascimentale e con il Granducato di Toscana nella seconda metà del Cinquecento.
Tra le convenzioni stipulate dagli Ottieri, si ricorda quella sottoscritta nel 1417 con il condottiero Ranuccio Farnese il Vecchio che contribuì ad arrestare l'avanzata delle truppe senesi che cercavano di assediare le vicine Pitigliano e Sorano. Lo Statuto di Castell'Ottieri fu concesso nel 1551 dal conte Sinolfo I.
Si conosce anche una versione diversa circa la storia della famiglia Ottieri. Secondo quanto si legge in una Decisione (Giudizio definitivo a proposito di una controversia, pronunciato dal competente organo giurisdizionale) in questo caso il Tribunale della Rota Senese competente a giudicare in appello, datata 22 dicembre 1665, copia a stampa conservata presso l'Archivio di Stato di Firenze, si legge: «Nell'Anno Domini 807. Lotherius e Gosbertus fratelli carnali vennero in Italia e lottarono contro i Longobardi sotto le insegne di Carlo Magno decidendo di stabilirvisi una volta liberata. Lotherius eresse un castello in Toscana non lontano da Acquapendente [Viterbo], che volle denominare Castrum Lotherij [Castello di Lotario], e Gosbertus edificò un castello nell'agro modenese [Frignano] che chiamò Montem Cuccolo. I fratelli appartenevano ad una stirpe denominata di Mont Crijs e provenivano dalla Provincia d'Austria. Le loro insegne mostravano cinque monti d'oro in campo d'azzurro. In Toscana Lotherius inaugurò l'insigne famiglia de Lotherijs [Ottieri] e nel Frignano Gosbertus quella altrettanto illustre casata Montis Cuccolo, dalle quali emersero uomini d'arme, di cultura e diplomatici.» Questo smentirebbe l'affermazione che gli Ottieri siano originari di Montorio o Castel Montorio di Sorano. In merito a questo castello - che fu sicuramente degli Ottieri - si potrebbe affermare quanto si legge nella copia di un Diploma dell'imperatore Ottone I, sottoscritto a Viterbo il 19 agosto 967. Il beneficiario del predetto documento è Raynerius Lotherius, (patronimico che indica: Ranieri di Lotario), in quel tempo signore di Castell'Ottieri, al quale viene riconfermato il possesso di tale feudo, ed in aggiunta, come riconoscimento per le lotte sostenute nell'Italia meridionale contro saraceni e bizantini gli viene concesso e donato in perpetuo Oppidum Procenum et Castrum Montorium (luogo fortificato di Proceno ed il castello di Montorio), con tutti i privilegi interni, esterni e giurisdizionali trasmissibili ai suoi eredi maschi legittimi, e venne autorizzato ad inserire l'aquila imperiale coronata d'oro alle insegne della propria casata.
Nel 1616 il granduca di Toscana Cosimo II incorporò la contea nel proprio Stato, dando in cambio a Sinolfo II Ottieri il marchesato di Rigomagno che presto verrà annesso ai domini medicei.

## Personaggi della famiglia
- Sinolfo Ottieri, vescovo di Chiusi e tesoriere di papa Sisto IV. Nel 1484 durante la presa di Marino da parte dei Pontifici riparati nella abbazia di Grottaferrata, in qualità di legato pontificio venne fatto prigioniero dai Colonna. Acquistò a Roma, nel 1492, assieme ai congiunti Sigismondo e Guidone, l'edificio che poi sarebbe divenuto l'attuale Palazzo Madama, sede del Senato della Repubblica. Gli eredi del vescovo Sinolfo lo cedettero nel 1505 al cardinale Giovanni de' Medici[5], futuro papa Leone X.[6][7] Il rogito fu compiuto per 10.100 ducati d'oro dilazionati tramite la mediazione dei banchieri fiorentini Ricasoli e Martelli. Sinolfo Ottieri (figlio di Gio: Maria di Gio: Pietro di Guiduccio) morì in Roma a metà gennaio del 1503, dopo aver prestato la sua opera presso la Curia Romana per oltre 40 anni. Erede unico fu il fratello Guido o Guidone Conte di Montorio poiché Sigismondo era già deceduto.

- Francesco Maria Ottieri, di Lotario di Bartolomeo di Sinolfo seniore Ottieri. Scrisse la Istoria delle guerre avvenute in Europa e particolarmente in Italia per la successione alla monarchia di Spagna dal 1696 all'anno 1725, opera raccolta in otto tomi, il primo pubblicato nel 1728 per i tipi Rocco Bernabò di Roma: dovette, però, interromperne la stampa a causa di una divergenza con il cardinale Melchior de Polignac rappresentante del re di Francia presso la Santa Sede tanto che fu costretto a rifugiarsi nel suo castello di Montorio per sfuggire all'arresto. Gli altri tomi furono fatti editare dal figlio Lottario Innocenzo Alessandro Ottieri dopo la morte del padre avvenuta in Roma nel 1742.[8]